# Улю

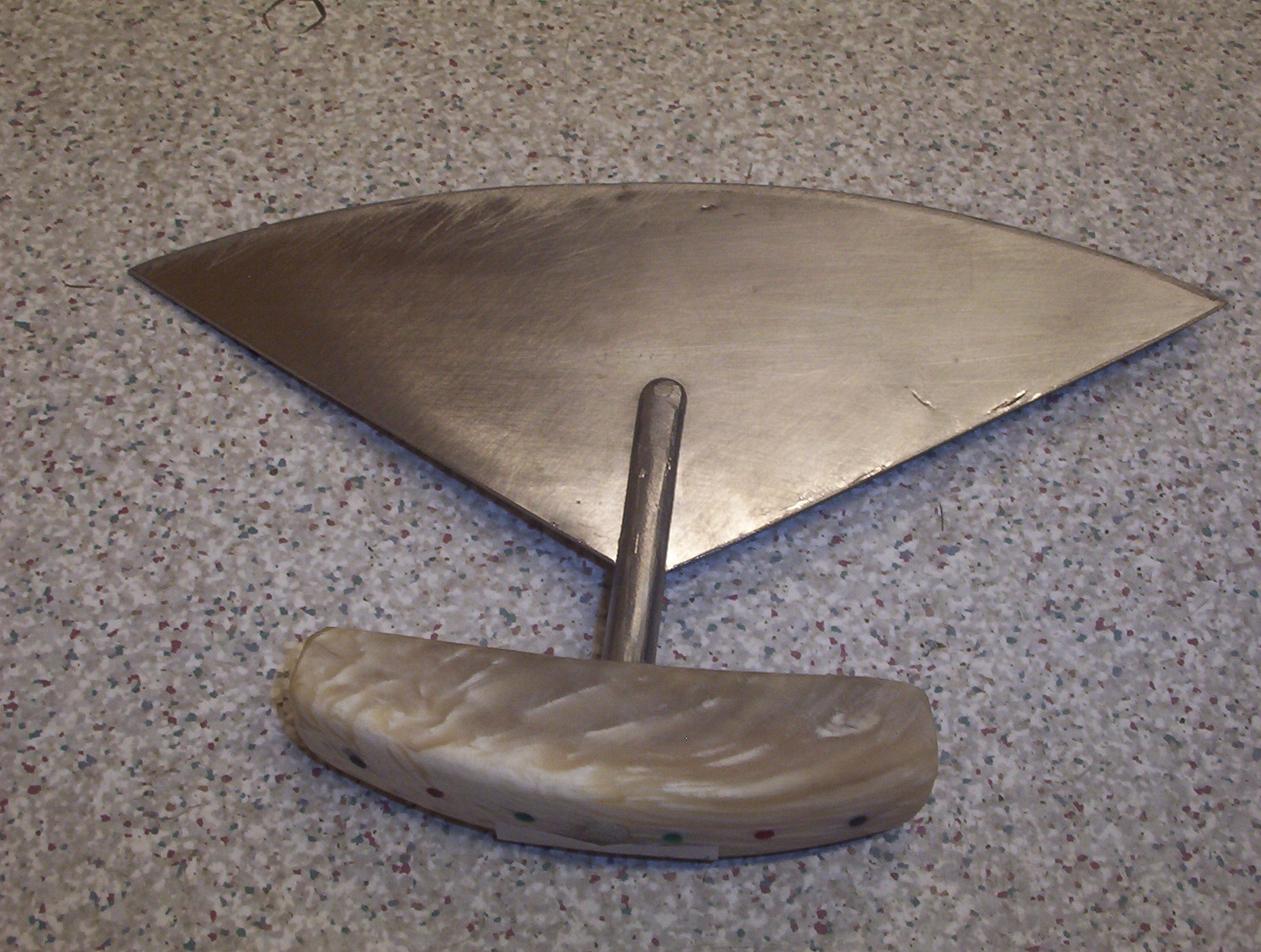
Улю в західно-гренландському стилі

Улю (інук. ᐅᓗ; двоїна: улюук; множина: улюїт; іноді називають «жіночим ножем») — це універсальний ніж, який традиційно використовували інуїтські, інупіатські, юпікські та алеутські жінки. Він використовується в дуже різноманітних цілях, як от наприклад зняття шкіри та чищення тварин, стрижка волосся дитині, розрізання їжі та інколи навіть формування блоків снігу та льоду, які використовуються для будівництва іглу.

## Назва
У варіанті нунаціавумміутут мови інуттитут, яким розмовляють у Нунаціавуті (Північний Лабрадор), слово пишеться як улюк, а в діалекті тунуміїт (Східна Гренландія) — як сакіак або саакік.
У наступній таблиці наведені ескімосько-алеутські назви улю в англійській транслітерації, а також дві назви того самого інструменту в атабасканських мовах, які хоч і не є спорідненими з цією мовною сім'єю, але якою розмовляють корінні жителі Аляски, які не є інуїтами, інупіатами чи алеутами.
| мова                                               | однина          | двоїна      | множина      |
| -------------------------------------------------- | --------------- | ----------- | ------------ |
| Юкон-Кускоквім Юпік                                | uluaq           | uluak       | uluat        |
| Чевак Купік (юпікська мова)                        | kegginalek      | kegginalgek | kegginalget  |
| Нунівак Купіґ (юпікська мова)                      | ulluar          |             |              |
| Інупіат (інупіатська мова)                         | ulu ~ uluuraq   |             |              |
| Інувіалюктун (західноканадська мова інуїтів)       | ulu             |             |              |
| Інуктитут (мова східноканадських інуїтів)          | ulu (ᐅᓗ)        | uluuk (ᐅᓘᒃ) | uluit (ᐅᓗᐃᑦ) |
| Інуттитут (мова східноканадських інуїтів)          | uluk            | ulok        | uluit        |
| Гренландська (мова західних гренландських інуїтів) | ulu             |             | ulut         |
| Тунуміїт (східно-гренландська мова інуїтів)        | sakiaq ~ saakiq |             |              |
| Коюкон (атабаська мова)                            | tlaabaas        |             |              |
| Голікачук (атабаська мова)                         | tthamas         |             |              |

## Історія

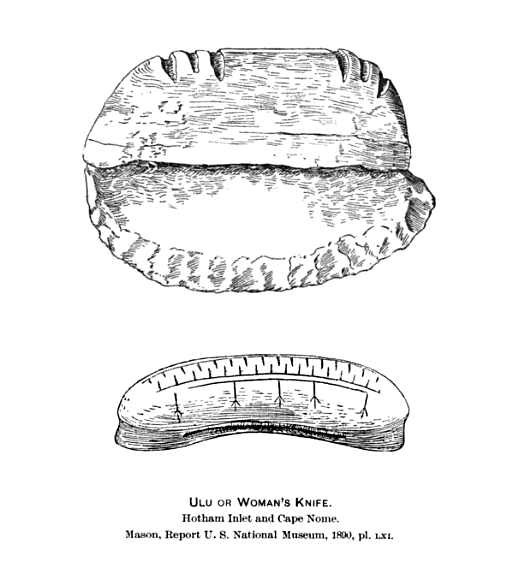
Малюнок улю в книжці 1892 року

Найдавніші улю, які було знайдено, датуються 2500 роком до нашої ери.

Приблизно 5000 років тому, величезний метеорит упав на території Західної Гренландії. Після удару, утворивши 31-кілометровий кратер, деякі фрагменти метеориту впали поруч з Кейп-Йорком. Метеорит складався на 92.3% з заліза, та на 7.6% з нікелю та інших елементів.
Маленькі фрагменти були корисними, тому що під час холодної обробки з них можна було сформувати наконечники списів, ножі та улю.— прокоментував данський археолог Ваґн Фабрітіус Бухвальд.
Залізні улю, зроблені з шматків цього метеориту, також були знайдені й у Північній Канаді. Зокрема, вони були знайдені на островах Елсмір та Сомерсет, та навіть на південь від Гудзонової затоки, що знаходиться на відстані понад 2400 кілометрів від місця падіння Кейп-Йоркського метеориту, що означало існування розвинених торгових шляхів.
В закинутому інуїтському поселенні на Лабрадорі було знайдено улю з залізним лезом, що датується 17 століттям, залізо на виготовлення якого інуїти отримали в результаті торгівлі з європейськими рибалками.
Також леза багатьох улю початково виготовлялися зі сланцю, але після початку торгівлі з китобоями в 19 столітті, матеріал для виготовлення леза швидко змінився на сталь. Вже до 1880-х років на Алясці інупіати часто перетворювали сталеві леза пилок на леза улю.
Щоправда, дослідник Лаврентій Загоскін під час досліджень у районі дельти Юкону—Кускоквіму помітив, що деякі корінні жителі цієї місцевості не хотіли використовувати залізо для обробки та розрізання білух, оскільки воно був «нечистим», адже «походило від європейців».
На початку 20 століття колекції улю були презентовані для американської громадськості, посиливши вже присутній інтерес до дослідження Арктики та вивчення культури корінних жителів Півночі. Пізніше улю також виготовлялися як сувеніри для обміну товарами з моряками.
В Україні улю хоч і не є популярним ножем, але зустрічався як колекційний матеріал — у березні 2023 року на аукціоні Violity було продано сучасний інупіатський улю з прикрашеним руків'ям з дерева, та лезом зі сталі.

## Матеріали

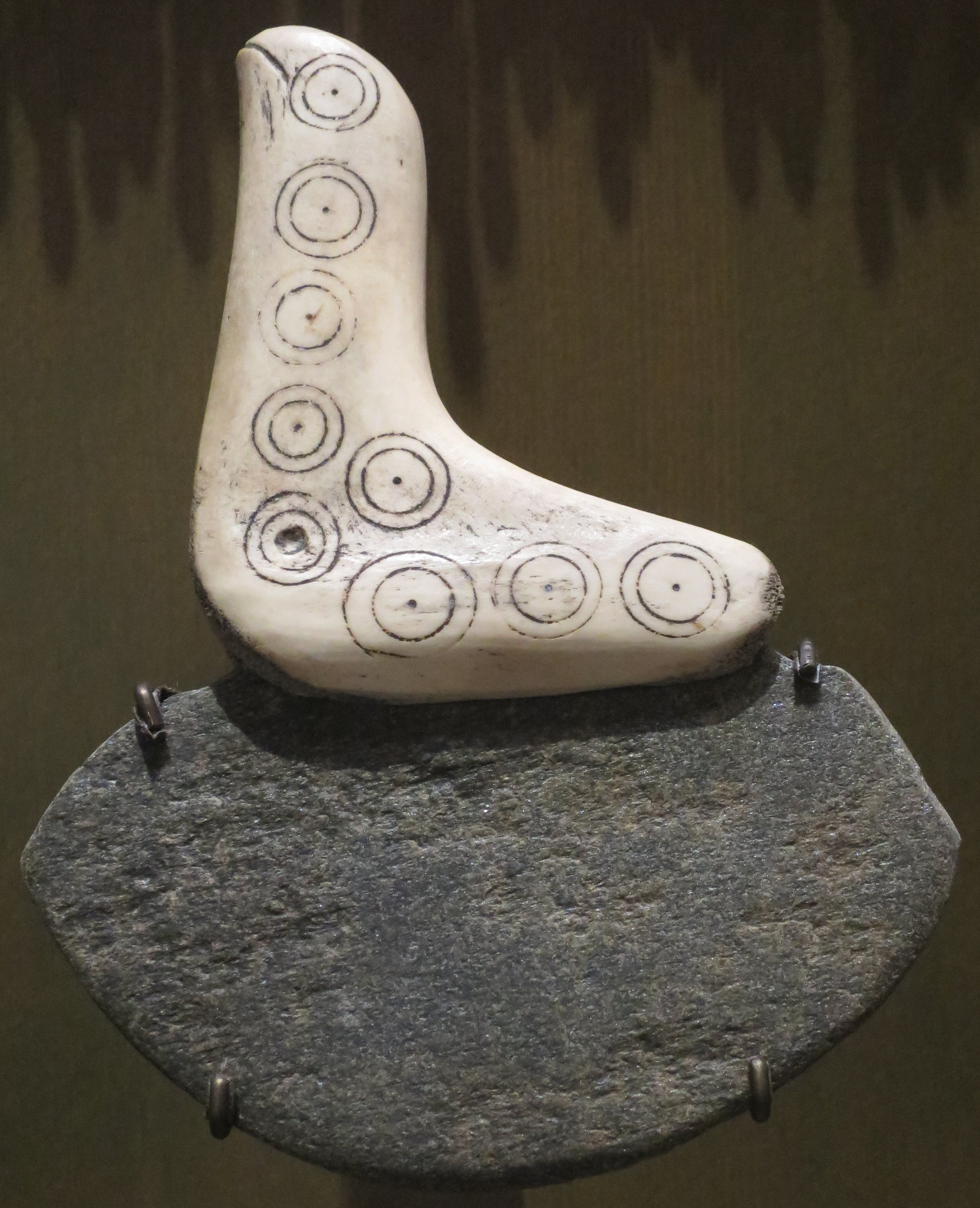
Юпікське улю з міста Гупер-Бей (Аляска)

Традиційно улю виготовлялися з руків'ям, зробленим з рогів північних оленів, рогів вівцебика або слонової кістки моржа, та лезом, зробленим зі сланцю, адже технології виплавки металу в Арктиці тоді ще не було. Ручка також могла бути вирізаною з кістки або іноді з дерева, якщо воно було доступним. У деяких районах, наприклад на північно-західних територіях Улюкхакток, для леза використовувалася мідь. Також деякі улю могли узагалі не мати руків'я, тоді їх просто тримали за протилежну від ріжучої сторону леза, або, інколи, в лезі робили отвір для пальців, щоб було зручніше тримати ножа.
Мідні інуїти з острова Вікторія використовували видобуту мідь для виготовлення леза улю. Коли сланець і мідь були дефіцитними, деякі інуїти використовували для леза китовий вус або слонову кістку.
Під час досліджень у 1880-х роках, антрополог Франц Боас помітив, що інуїти з острову Баффінова Земля використовували клейку суміш зроблену з глини, шерсті собаки та крові тюленя для того, аби прикріпити лезо улю до руків'я.
Сучасні улю часто виготовляються з руків'ям з дерева, а лезо зазвичай виготовляють зі сталі. Раніше сталеві леза отримували, вирізаючи з поверхні пилки лезо необхідної форми. Улю зазвичай виготовляються вдома, але існують також і улю промислового виробництва, які інколи виготовляються з пластмасовою ручкою, а також з стільничкою в комплекті.

## Використання

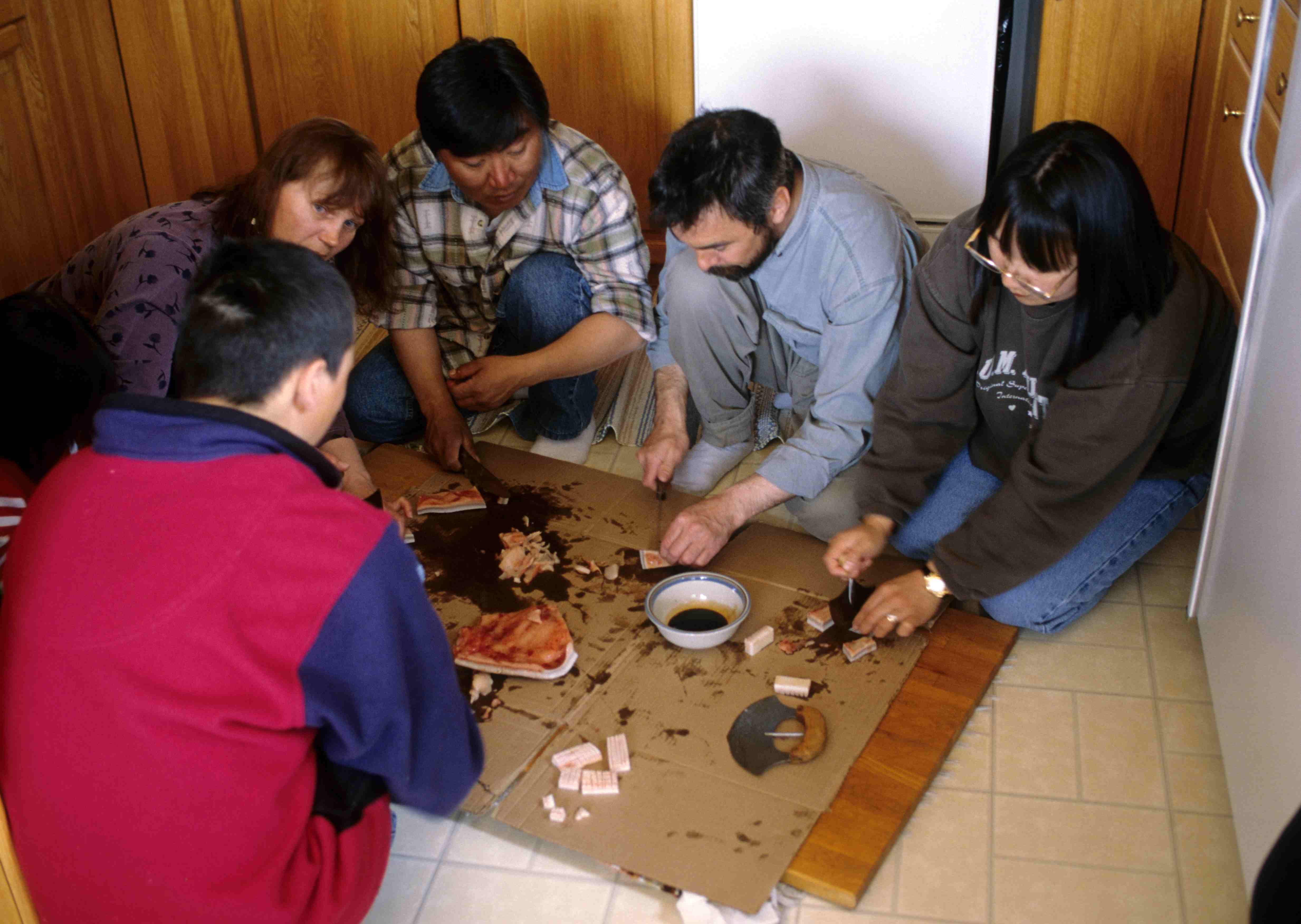
Банкет з муктук і з використанням ножа улю. Жінка справа використовує улю, щоб розрізати муктук; великий улю лежить поруч. (1997)

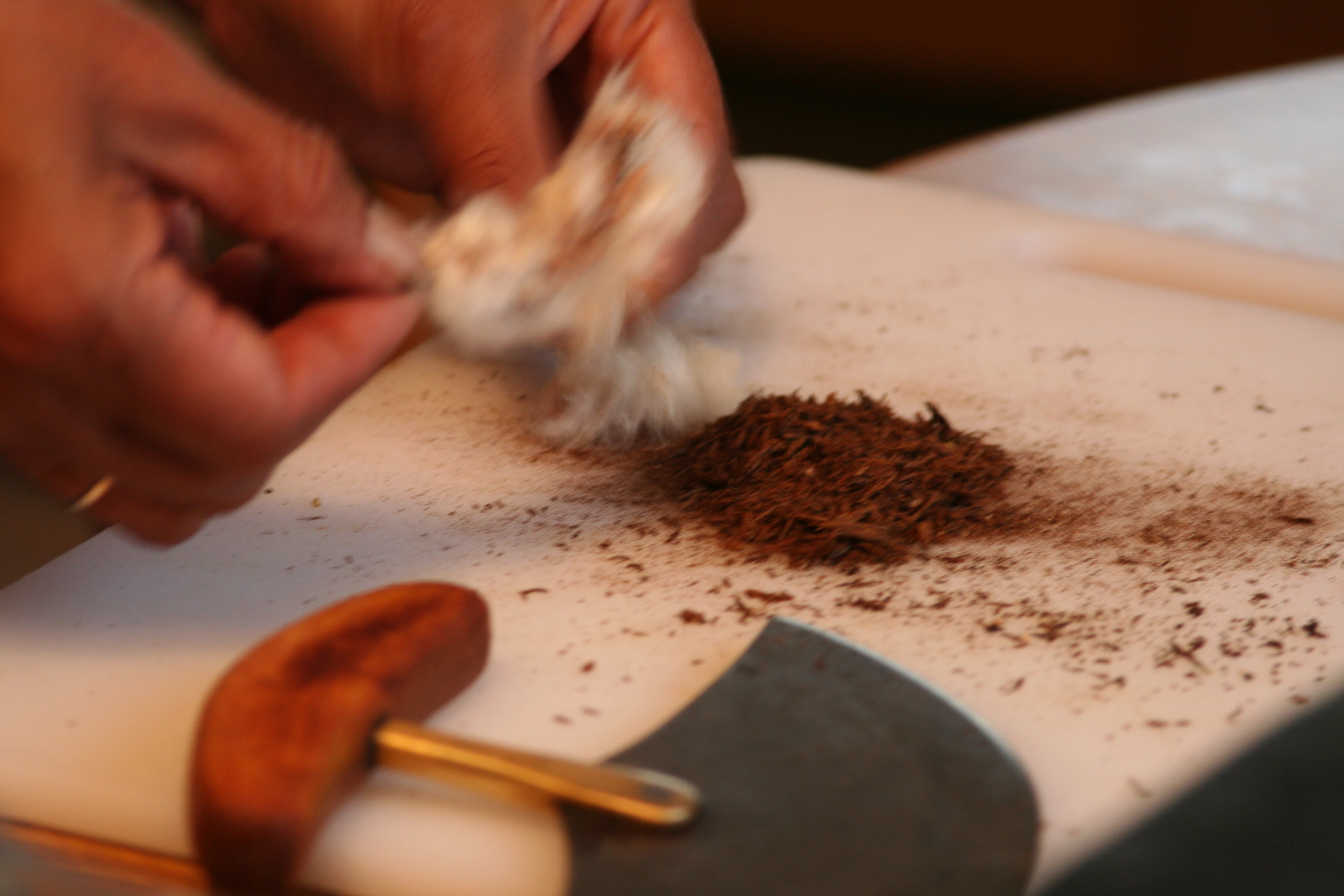
Улю у використанні при приготуванні їжі

### Як ніж
Від розміру улю зазвичай залежить його використання. Улю з лезом, шириною 5-6 сантиметрів, використовується як частина швейного набору для розрізання сухожиль, або для вирізання візерунків зі шкіри тварин. Улю з 15-сантиметровим лезом використовується для загальних цілей. Іноді можна зустріти улю з лезами розміром до 30 сантиметрів.
Форма улю забезпечує зосередження сили над серединою леза, на відміну від звичайного ножа. Це неабияк полегшує використання улю під час різання твердих предметів, таких як кістки. Оскільки рух, що використовується під час нарізання на тарілці або дошці за допомогою улю, притискає їжу, що нарізається, улю використовувати однією рукою набагато легше (на відміну від ножа для стейків, який потребує виделки). Також, завдяки формі улю, людям з вадами чи травмованими руками ним користуватись легше, ніж звичайним кухонним ножем.
Також улю використовується жінками з міста Нушаґак для зрізання трави для виготовлення кошиків.

### Як нагорода або сувенір
Ножі улю іноді використовуються для цілей, відмінних від їх початкового призначення. Через їхній культурний символізм в Арктиці, їх інколи дарують людям, які досягли значних досягнень у спорті чи освіті. Зокрема, з 1970 року на Арктичних зимових іграх переможцям вручають малі медалі у формі улю. Існують золоті, срібні та бронзові медалі улю, щоправда на початку замість бронзових використовувались мідні.
У 2009 році, церемоніальні улю були вручені першим випускникам програми «Master of Education» у Нунавуті, представлені Університетом Острову Принца Едварда, Міністерством освіти Нунавуту, Університетом святого Франциска Ксав'єра та Нунавутським арктичним коледжем.
Улю також було запропоновано використовувати як освітній ресурс, оскільки вони можуть бути корисними для того, аби пояснити геометрію, історію корінних народів, а також для кращого розуміння спадщини корінних народів і стародавніх інструментів.
Також на Etsy та інших вебсайтах продажу ручних виробів можна знайти різноманітні сувеніри з улю, зокрема сережки, намиста, декоративні прикраси, чи наліпки.

## Типи
Загалом виділяють чотири основних типи ножів улю, залежно від їх місця походження. Розміри кожного з типів улю залежать від його призначення. Розрізняти їх можна по формі леза, та його з'єднанні з руків'ям.

### Інупіатський

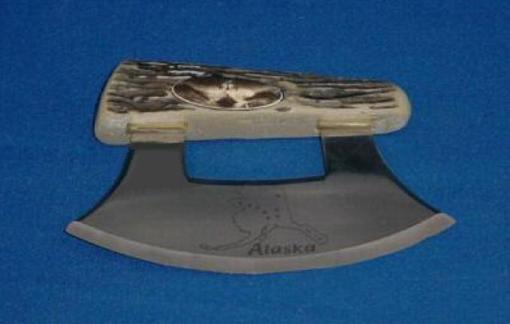
Улю з Аляски з прикрашеним руків'ям

У інупіатському (або аляскинському) стилі улю, лезо має вирізану центральну частину, а обидва кінці леза з'єднуються з руків'ям. Цей тип улю має ручку, яку можна зручно обхопити повністю, з'єднавши пальці. Також ножі улю з регіонів Західної Канади та Аляски доволі часто мають прикрашені візерунками руків'я.

### Канадський
У Канадському типі улю лезо зазвичай кріпиться до ручки одним кріпленням по центру.

### Західно-гренландський

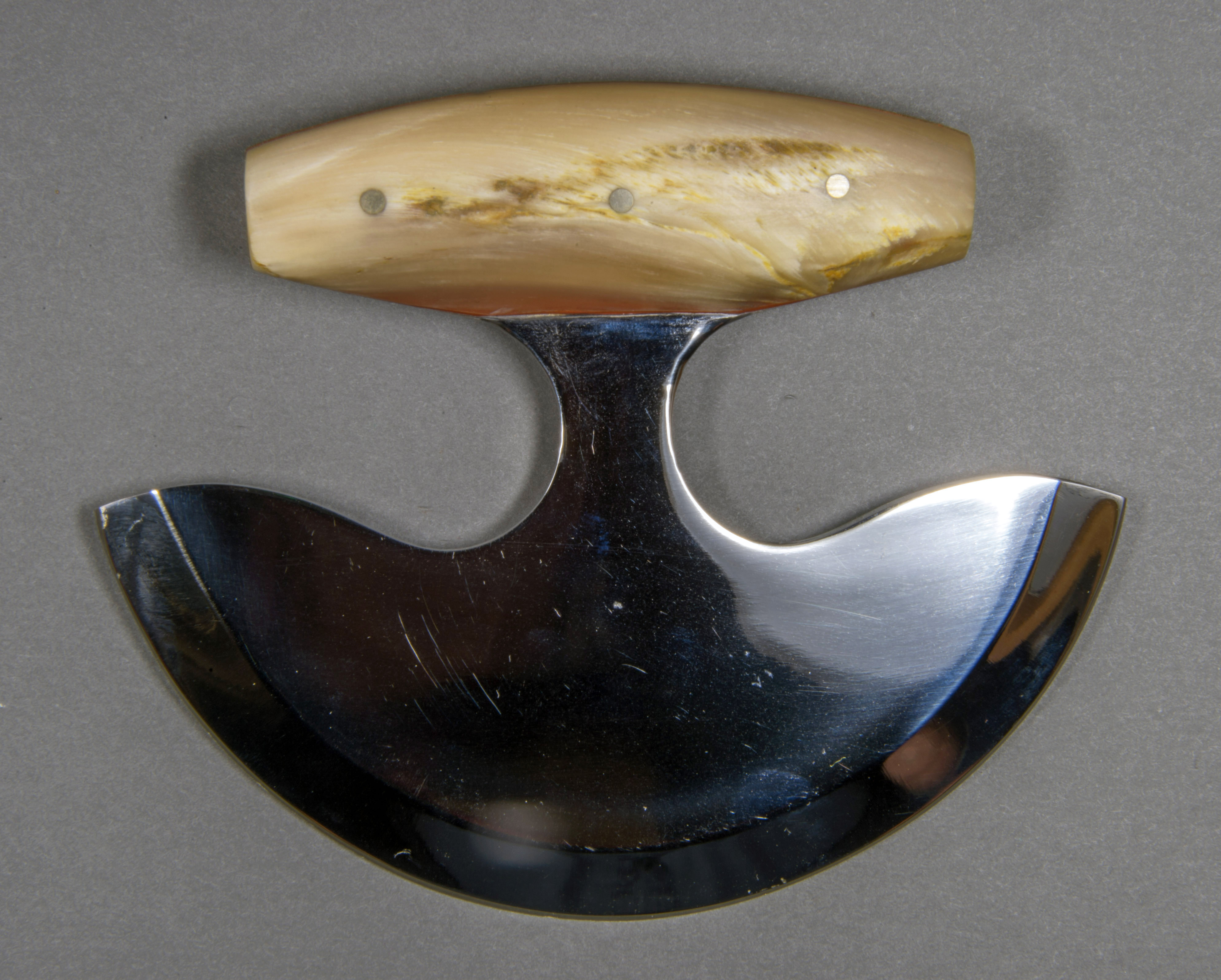
Західно-гренландський улю з міста Сісіміут

Лезо цього типу улю з'єднують з ручкою одним кріпленням, як і у канадському, а форма леза зазвичай є більш заокругленою, ніж у східно-гренландському типі.

### Східно-гренландський
Цей тип вирізняється з'єднанням леза з руків'ям двома кріпленнями, а також лезом, яке має майже прямокутну форму. Відрізняється від інупіатського тим, що кріплення не є частиною леза, його виготовляють окремо, і потім з'єднують з лезом та ручкою. Леза часто мають окремі отвори, через які до них прикріплюють металеві чи дерев'яні кілочки, які потім прикріплюють до руків'я.

Порівняння західно- та східно-гренландських ножів улю
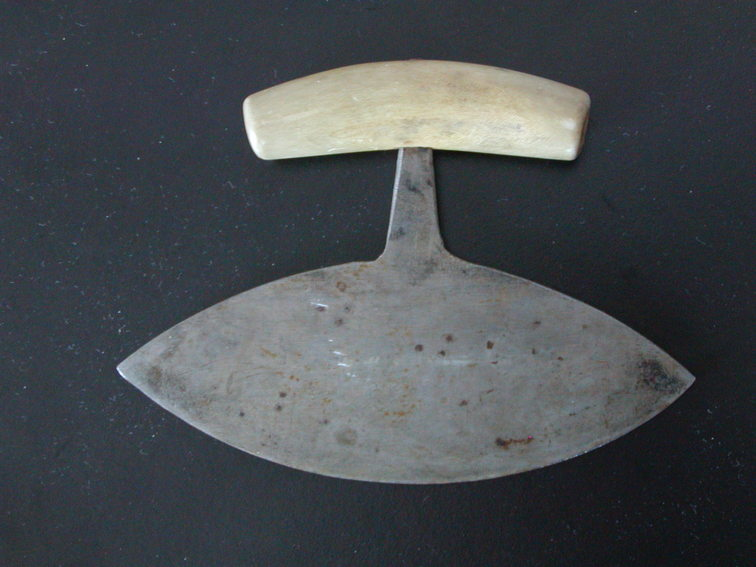
Західно-гренландський (Калаалліт) улю
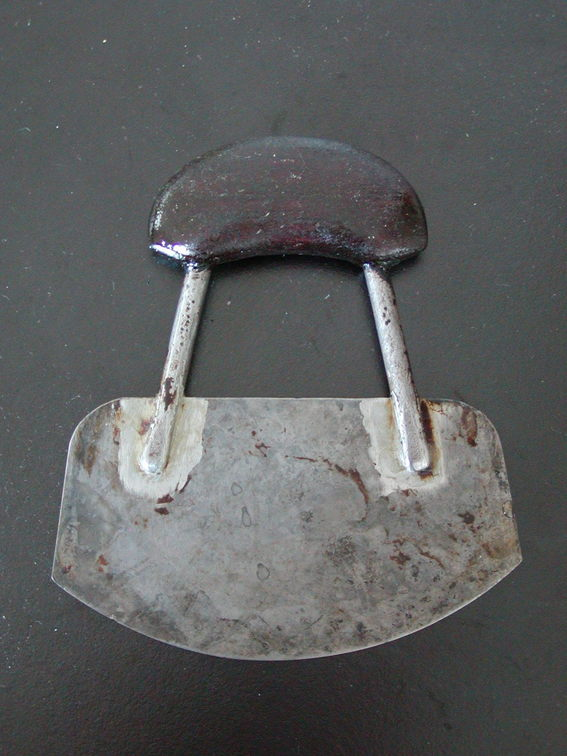
Східно-гренландський (Тунумііт) улю

## У літературі/культурі

Логотип організації

Традиційно, улю вважається «жіночим ножем», адже при сезонній ловлі лосося відбувається гендерний розподіл праці — чоловік виловлює рибу сітками, приносить її до своєї жінки, сестри, матері чи баби, а ті вже займаються обробкою, за допомогою улю, а також зберіганням та подальшим використанням риби. Також, в інуїтів вважається честю отримати улю від старшої родички. Сучасне значення ножа свідчить про спадкоємність культурних практик, цінностей і вірувань між поколіннями. Тримаючи улю в руках, людина пов’язує себе з багатьма поколіннями жінок протягом тисячоліть.
Також улю можна зустріти на логотипах компаній: у 2002 році організація Inuit Tapiriit Kanatami презентувала свій новий логотип, у якому по-центру можна побачити обриси ножа улю, а також улю є основним компонентом логотипу The Kuskokwim Corporation.

У 2019 році Робін Анна Сміт отримала третє місце на «The Peggy Willis Lyles Haiku Awards for 2019» журналу «The Heron's Nest», з англомовним хайку про улю:
carving

the snow

ulu moon.
Також улю зустрічається на картинах північних канадців.

## Законність
Деякі країни, включаючи Канаду, забороняють володіння або носіння ножів, лезо яких розташоване перпендикулярно до руків'я (з метою обмеження використання тичкових ножів). Однак положення, прийняті відповідно до Кримінального кодексу звільняють «аборигенний ніж „улю“» від цієї заборони.
Улю не дозволяється використовувати як ручну поклажу на комерційних рейсах авіакомпаній у США, хоча їх можна перевозити в зареєстрованому багажі.

### Зображення та колекції
- Колекція улю в Національному музеї американських індіанців
- Зображення та описи улю та інших інструментів і одягу інуїтів у музеї МакКорда(інші мови)
- Зображення та описи улю в колекції Національного музею природознавства у місті Вашингтон
- Дипломна робота Патриції Гансен Ґіллам на ступінь магістра мистецтв у Аляскинському університеті в Фербанкс(інші мови) про важливість улю як культурного символу жінок-інуїтів, а також про класифікацію та різні види застосування ножа улю

### Демонстрації та туторіали
- Англомовна стаття про улю, у якій є розділ про те, як ним користуватися
- Відео на YouTube, що демонструє використання улю
- Відео на YouTube під назвою «Найшвидша жінка з улю», де Марджорі Тагбоун, яка виграла перше місце в змаганнях з нарізки риби на Всесвітній олімпіаді ескімоських індіанців(інші мови) у 2016 році, демонструє свої здібності швидкої нарізки ножем улю
- Відео на YouTube, яке демонструє повний процес виготовлення улю
- Відео на YouTube, на якому інуїт за допомогою улю знімає шкіру з тюленя